# Muzej "Sarajevo 1878–1918."
Muzej "Sarajevo 1878.–1918." depandans je Muzeja Sarajeva, čiji stalni postav prikazuje Sarajevo za vrijeme austrougarske vladavine. Nalazi se u zgradi nekadašnje Šilerove radnje na uglu Obale Kulina bana i Ulice Zelenih beretki, pred kojom se 28. lipnja 1914. dogodio Sarajevski atentat, atentat na austrougarskog prijestolonasljednika Franju Ferdinanda i njegovu suprugu Sofiju, koji je izvršio sarajevski gimnazijalac Gavrilo Princip, član organizacije Mlada Bosna. Austro-Ugarska je Srbiju smatrala izravno odgovornom za ovaj atentat, pa joj je 23. srpnja uputila ultimatum, a ubrzo i objavila rat. Nakon toga je počeo Prvi svjetski rat.

## Postav
Stalni postav prikazuje povijest austrougarske vladavine ovim prostorom, a podijeljen je u tematske cjeline:
- "Otpor okupaciji"
- "Nova administrativna uprava"
- "Kultura življenja"
- "Kulturna i vjersko-prosvjetna društva, tiskare i nakladništvo"
- "Industrija i arhitektura"
- " Aneksija i Bosanski sabor "
- "Atentat na Franju Ferdinanda i Sofiju"
- "Prvi svjetski rat".[3]

Austrougarska vlast je na Latinskoj ćupriji, preko puta mjesta atentata, podigla spomenik Francu Ferdinandu i Sofiji, koji je nakon stvaranja nove države, Kraljevine SHS, uklonjen, a kasnije je otvoren Muzej Mlade Bosne, ispred kojeg su utisnute Principove stope. Po završetku rata u Bosni i Hercegovini muzejska postavka je obnovljena, a muzej je preimenovan u Muzej „Sarajevo 1878–1918“.
Među najzanimljivijim eksponatima su lutke Franje Ferdinanda i Sofije u prirodnoj veličini te već spomenuti otisci stopala utisnuti u beton u blizini muzeja.
Muzej je proglašen nacionalnim spomenikom Bosne i Hercegovine.

## Vanjske poveznice
|  | Zajednički poslužitelj ima još gradiva o temi Muzej "Sarajevo 1878–1918." |